# GLAY EXPO '99 SURVIVAL LIVE IN MAKUHARI
『GLAY EXPO '99 SURVIVAL LIVE IN MAKUHARI』は、GLAYが2000年7月31日にリリースしたライブ・ビデオ。

## 概要
1999年7月31日に幕張メッセ駐車場・特設ステージにて行われた、国内単独ライブとしては最高の観客動員数20万人を記録した「MAKUHARI MESSE 10TH ANNIVERSARY GLAY EXPO '99 SURVIVAL」の模様を収録。
当日、アンコールで演奏された「I'm yours」「BE WITH YOU」はDVD、VHSには収録されていないが、2019年3月1日に発売された『GLAY SPECIAL 7 LIVES LIMITED BOX THE GLAY HERITAGE Blu-ray BOX』内で本商品が再編集され、初ブルーレイ化し、カットされた2曲が初収録されている。

## 収録曲
1. OPENING
2. HAPPY SWING
3. 口唇
4. グロリアス
5. SHUTTER SPEEDSのテーマ
6. More than Love
7. サバイバル
8. 生きてく強さ
9. Yes, Summerdays
10. summer FM
11. INNOCENCE
12. Freeze My Love
13. HOWEVER
14. ここではない、どこかへ
15. LADY CLOSE
16. TWO BELL SILENCE
17. MISERY
hideの「MISERY」のカバー。
18. 誘惑
19. COME ON!!
20. ACID HEAD
21. I'm yours
(DVD・VHS版ではカット。Blu-ray版のみ収録)
22. BE WITH YOU
(DVD・VHS版ではカット。Blu-ray版のみ収録)
23. I'm in Love
24. 彼女の“Modern…”
25. ビリビリクラッシュメン
26. BURST
曲の間に「RAIN」のパンクバージョンを挟んでいる。
27. ENDING